# Пушкинская, 10 (арт-центр)

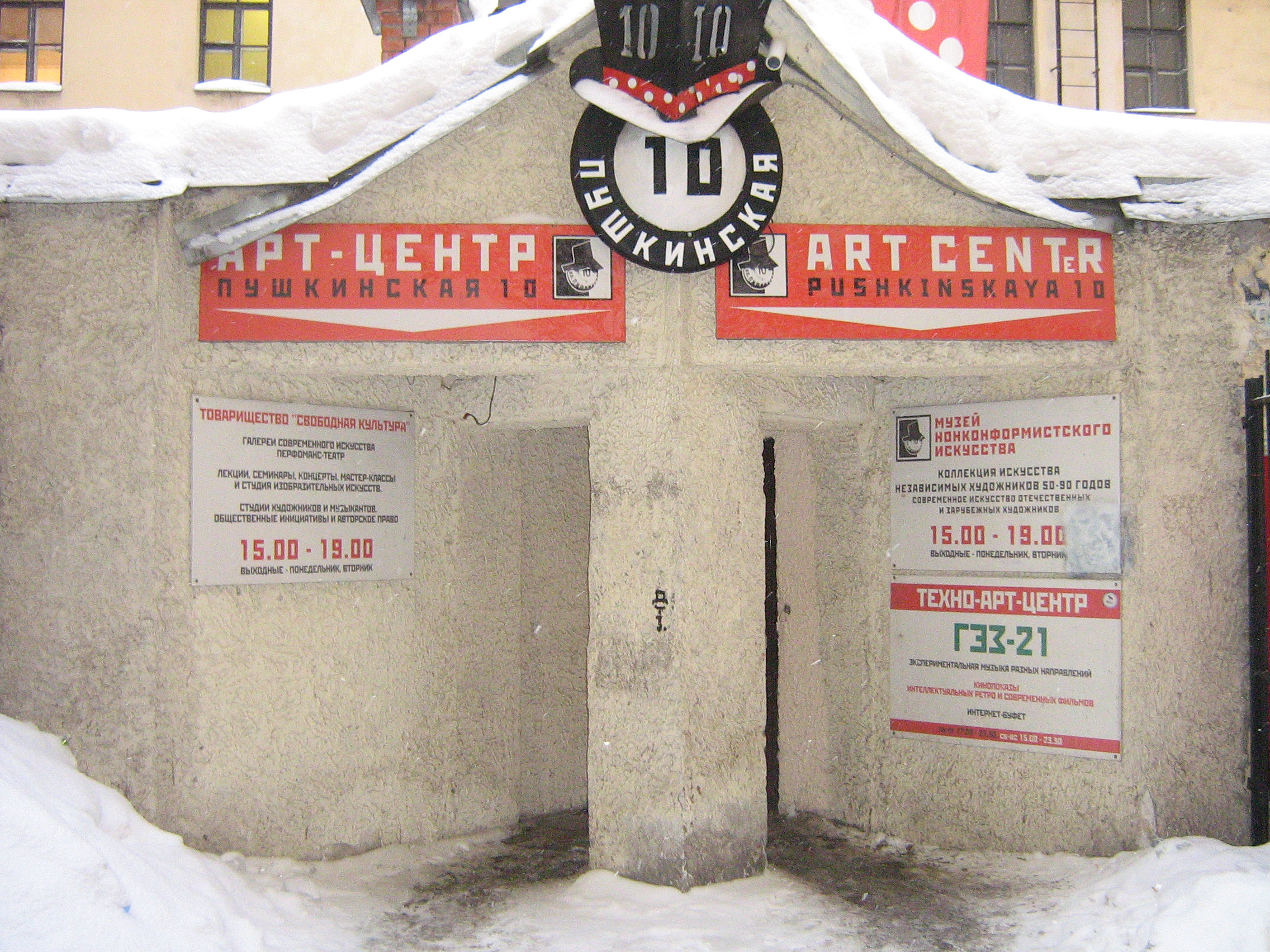

Арт-центр «Пушкинская-10» — культурный центр в Санкт-Петербурге, ориентированный на некоммерческое современное искусство. На территории центра, во дворе, находится знаменитая вертикальная улица Джона Леннона, уходящая в небо.

## История
Арт-центр «Пушкинская, 10» ведёт свою историю с 1989 года, когда в расселённом под капитальный ремонт доме на Пушкинской улице обосновались независимые художники, музыканты и другие деятели андеграундной культуры. В 1992 году возник гуманитарный фонд «Свободная культура», позднее преобразованный в региональную общественную организацию Товарищество «Свободная культура», которая в настоящее время управляет арт-центром.
В 1998 году Товарищество учредило в стенах дома на Пушкинской первый в России Музей нонконформистского искусства. Также в здании расположились более 30 мастерских художников и музыкантов.
С 1995 года «Пушкинская-10» является членом международных организаций «Trans Europe Halles» и «Res Artis». Арт-центр представлял современное искусство Петербурга на государственном уровне на фестивалях «Петербург в Нью-Йорке» (1996 г.) и «Петербург в Варшаве» (1997 г.).
Арт-центр представляет собой культурный кластер, специализирующийся на современном искусстве.

## Галереи и организации
Арт-центр располагает следующими творческими подразделениями:
- Музей нонконформистского искусства (Большой и Малый залы)
- Национальный Музей Рок-музыки
- Музей Битлз Коли Васина
- Музей Звука / ГЭЗ-21
- Галерея «Арт-Лига»
- Галерея «Navicula Artis»
- Галерея «Мастерская Полковника»
- Галерея «Мост через Стикс» В. Воинова
- Галерея «Дверь»
- Галерея «2,04»
- Галерея «Самиздат»
- Галерея «Люда»
- Творческое пространство «Белый Шум»
- Творческое пространство «Ателье Без Зеркал»
- Молодёжный суперкамерный театр «Ерундопель»

Ранее на территории арт-центра располагались Музей Новой Академии Изящных Искусств, Музей Канцелярской Кнопки, галерея «Lampa», галерея «ФотоImage» и другие галереи.
На территории арт-центра работают несколько кафе и баров.

## Проекты и фестивали

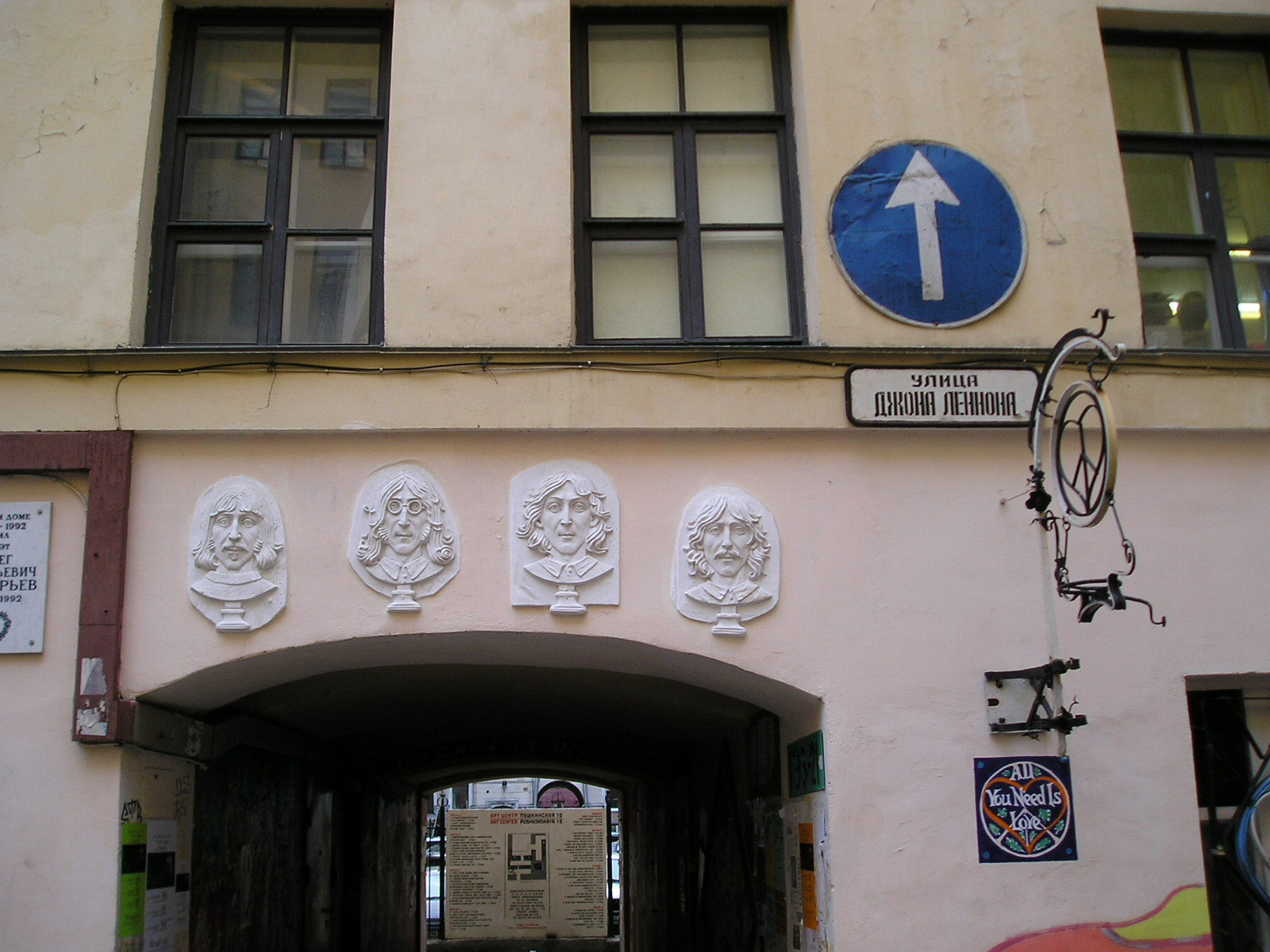
«Улица Джона Леннона» на территории Арт-центра

Ежегодно в последнюю субботу июня арт-центр отмечает свой день рождения открытием фестиваля «Праздник Дома».
C 2019 на базе арт-центра проводится аудиовизуальный фестиваль Epicentroom.
В арт-центре работают несколько программ для художников:
- Мастерская «Сверчок» — ежегодный конкурс для художников от 18 до 35 лет.
- Резиденция «Белый Шум» — пространство для российских художников.
- Санкт-Петербургская арт-резиденция — международная программа, которая предоставляет участникам жилое и рабочее пространство.

- В 2009 году группой «Аквариум» был выпущен альбом под названием «Пушкинская, 10».